# Juan Neira
Juan Ángel Neira (La Plata, 21 febbraio 1989) è un calciatore argentino, centrocampista dell'OFI Creta.

## Carriera

### Club
Inizia la carriera al Gimnasia (LP), squadra della massima serie argentina; passa in seguito in prestito al Lanús, con cui gioca anche 4 partite in Coppa Libertadores. Nella stagione 2012-2013 gioca in prestito al Real Valladolid, squadra della massima serie spagnola, con cui gioca 7 partite in campionato e 2 partite in Coppa del Re. Nel 2014 gioca nell'Estudiantes Tecos, club della massima serie messicana. In seguito gioca anche nella prima divisione uruguaiana nel Fénix ed in quella argentina nel Newell's Old Boys, oltre che nuovamente nella prima divisione messicana. Dal 2018 gioca in Grecia con l'OFI Creta.

### Nazionale
Ha partecipato al Campionato sudamericano di calcio Under-20 2009.